# Terrestrial Digital Multimedia Broadcasting
Pour les articles homonymes, voir DMB.

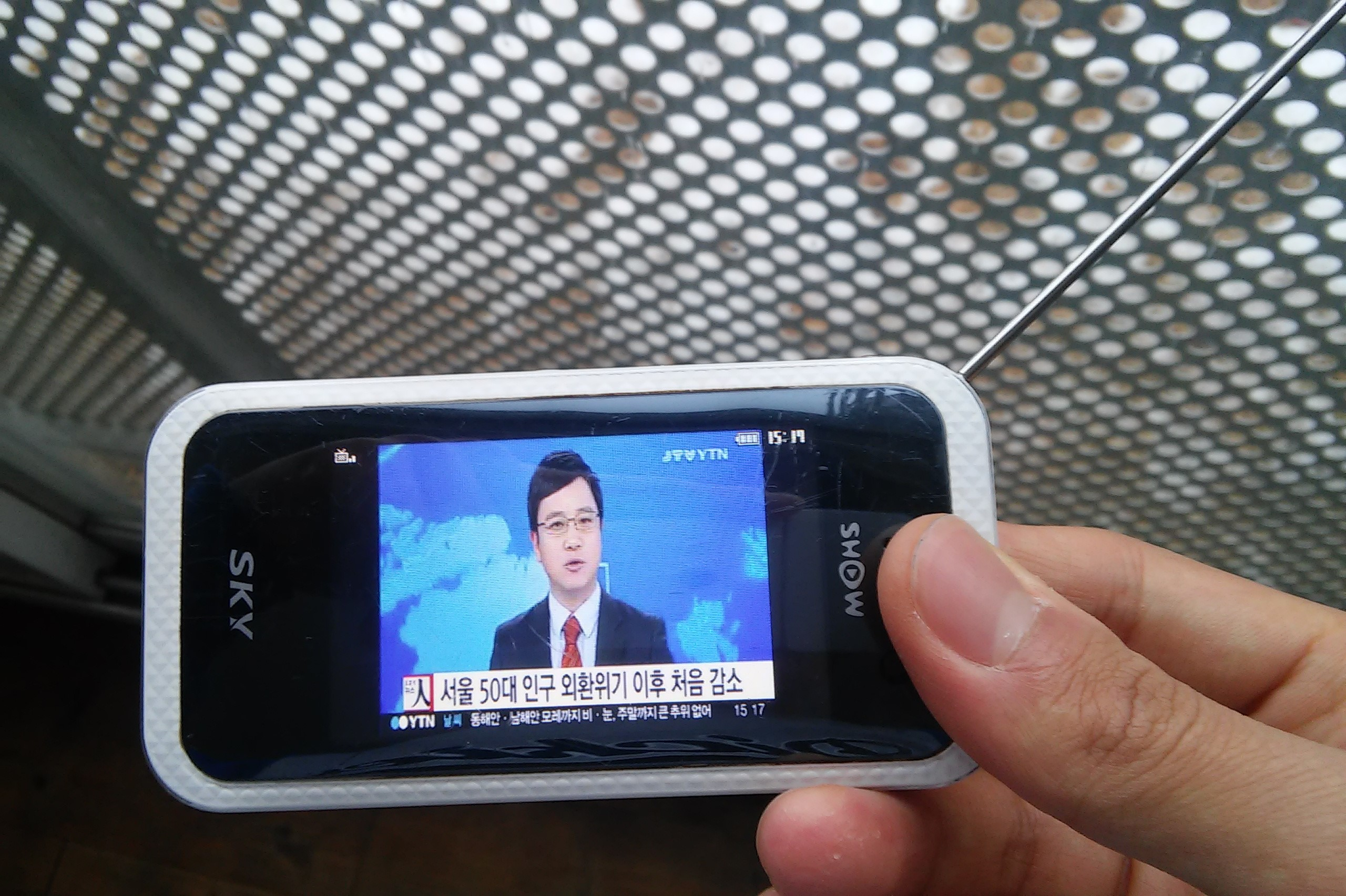
Récepteur T-DMB sur téléphone mobile en Corée du Sud.

La T-DMB (Terrestrial Digital Multimedia Broadcasting, « Diffusion Multimédia Numérique Terrestre ») est un système de diffusion numérique terrestre de télévision et de radio, basé sur le Digital Audio Broadcasting (DAB). Le T-DMB a été développé en Corée du Sud. Le forum WorldDAB (qui regroupe des diffuseurs, constructeurs, centres de recherches et opérateurs) l'a  normalisé au sein de la famille de normes européennes qui définissent le standard DAB.
Ce système est utilisé en Corée du Sud et au Brésil et les normes sur lesquelles il est construit permettent la réception optimisées des signaux télévisuels en faible définition (240p) sur tout type d'appareil multimédia mobile équipé d'un récepteur compatible.

## Description
Ce mode de diffusion est très robuste en usage mobile grâce à la modulation utilisée (DQPSK). Il a été développé pour la diffusion de la télévision en mobilité sur des appareils de petites dimensions tels que des téléphones mobiles ou des PDA.
Ce mode est standardisé par l'ETSI depuis juin 2005 sous les numéros TS 102 427 et TS 102 428. Cette norme a été amendée en 2009 pour y ajouter un profil radio. Le T-DMB fait partie intégrante des trois profils radio numérique définis dans le cadre des normes DAB.
Ce standard est conçu pour transmettre des services de radio ou de télévision. Le T-DMB utilise un codage audio (AAC+) et vidéo (H.264) très performants. Le T-DMB permet également de diffuser des applications interactives BIFS (c’était la première norme de radio numérique à le permettre). Les composantes audio, vidéo et BIFS sont synchronisées grâce au MPEG-4-SL et sont transportées dans un flux MPEG-2 TS. Le T-DMB permet de diffuser 9 services radio ou 3 services de télévision par multiplex.

## Utilisation
Le T-DMB (Terrestrial Digital Multimedia Broadcasting) est déployé pour des services de télévision mobile en Corée du Sud où plus de treize millions de récepteurs avaient été vendus en décembre 2008. Ce standard a également été choisi par l'Inde en juillet 2006 et par la Chine.
En France, le gouvernement avait choisi, en 2007, le T-DMB comme norme officielle de diffusion de radio numérique,. Cependant, à la suite du non-démarrage de la radio numérique à la date prévue (2009), la norme DAB+ a été autorisée également. Lors du démarrage effectif de la radio numérique en 2014, seule une station utilisait le T-DMB. Depuis février 2019, cette norme n'est plus autorisée par la loi.